# Serafin Opałko

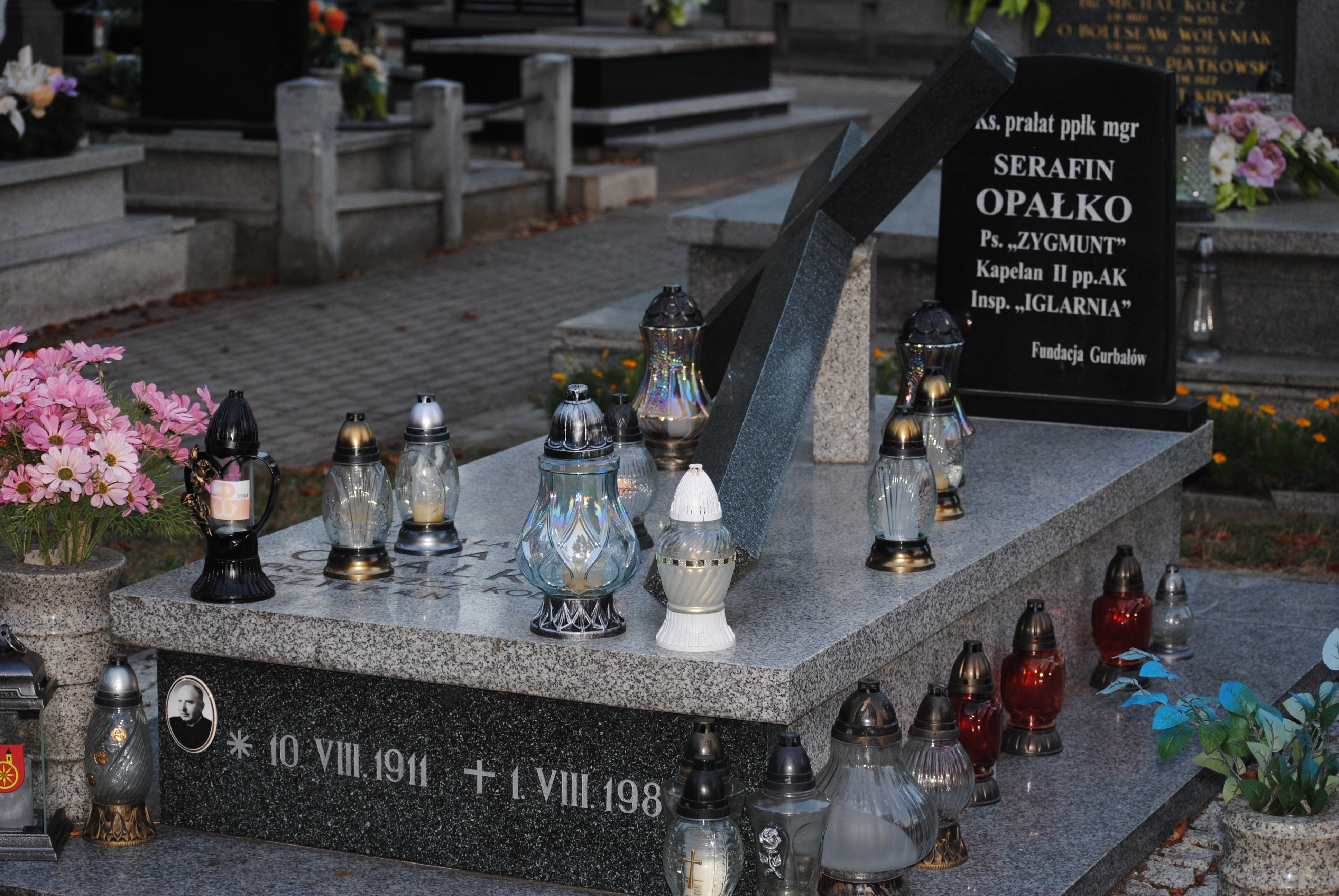
Grób Serafina Opałko na cmentarzu rzymskokatolickim w Kole

Serafin Opałko ps. „Zygmunt” (ur. 10 sierpnia 1911 w Jaroszewicach Rychwalskich, zm. 1 sierpnia 1986 w Koninie) – polski duchowny katolicki, kanonik i prałat Jego Świątobliwości, podpułkownik Wojska Polskiego.

## Życiorys
Uczęszczał do szkoły podstawowej w Rychwale. W 1930 roku zdał maturę w Gimnazjum Diecezjalnym w Częstochowie i wstąpił do Wyższego Seminarium Duchownego diecezji częstochowskiej. 29 czerwca 1937 roku wyświęcony został na prezbitera, w tym samym roku uzyskał tytuł magistra teologii. Pracę duszpasterską rozpoczął jako wikariusz w Skomlinie (do 1938), a następnie w Żarkach, gdzie był m.in. prezesem Chrześcijańskiego Spółdzielczego Stowarzyszenia Spożywców.
Po wybuchu II wojny światowej zgłosił się jako kapelan do Wojska Polskiego i uczestniczył w kampanii wrześniowej. Przeszedł szlak bojowy przez Jędrzejów, Kielce, Sandomierz, Janów Lubelski i Zamość, gdzie jego oddział został rozwiązany. W październiku 1939 roku powrócił do swojej parafii.
W 1940 roku zorganizował w Łaskach komórkę ZWZ. Kierował tam zorganizowaną przez siebie skrzynką kontaktową, współpracował również z wywiadem Armii Krajowej. Od 14 lutego 1942 roku pełnił funkcję kapelana leśnych oddziałów Armii Krajowej operujących w powiecie radomszczańskim i okolicach Złotego Potoku, w 1944 roku został awansowany na stopień majora.
Ze względu na swoją działalność partyzancką, krótko po wojnie musiał opuścić Żarki. Powrócił na teren powiatu kolskiego i sprawował opiekę duszpasterską w parafii Grochowy, Rychwał, Dzierzbin i w Złoczewie. Następnie został rektorem kościoła w Kościelcu. W latach 1948–1960 pełnił obowiązki proboszcza w Ciechocinku. W 1960 roku objął probostwo parafii Wniebowzięcia NMP w Radziejowie. W 1971 roku przeszedł do parafii Podwyższenia Krzyża Świętego w Kole.
W 1975 roku został awansowany do stopnia podpułkownika. Był dziekanem dekanatu kolskiego. W 1967 roku otrzymał przywilej noszenia rokiety i mantoletu. Od 1975 roku nosił tytuł kanonika honorowego kolegiaty kaliskiej, a od 1982 roku kanonika gremialnego. W 1986 roku mianowany prałatem honorowym Jego Świętobliwości. Dzięki jego staraniom odrestaurowano farę w Kole, wzniesiono kościół Matki Bożej Częstochowskiej w Kole i Wniebowstąpienia Pańskiego w Ochlach. Aby zakupić potrzebne do budowy materiały budowlane, prywatnym samochodem odwiedzał Spółdzielnie „Samopomoc Chłopska” na terenie całego kraju, poszukując m.in. cegieł i stali. Zakupił również dom przy ul. Bliznej, który następnie przeznaczony został na mieszkanie dla księży posługujących w parafii Matki Bożej Częstochowskiej.
W okresie stanu wojennego zajmował się działalnością charytatywną, wspierał również działalność NSZZ „Solidarność”. W wigilię świąt Bożego Narodzenia nawoływał parafian do otoczenia opieką pozostających na posterunkach w mieście żołnierzy LWP, osobiście również odwiedzał wojskowe posterunki z opłatkiem.
1 sierpnia 1986 roku zmarł na atak serca w konińskim szpitalu. Został pochowany na cmentarzu rzymskokatolickim w Kole, według relacji w jego pogrzebie brało udział kilka tysięcy ludzi, którzy wypełnili kolską farę i zablokowali pobliskie ulice. W uroczystościach brało udział kilkuset duchownych, a przewodniczył im biskup Czesław Lewandowski.

## Upamiętnienie
Jego imieniem nazwano rondo niedaleko Kościoła Matki Bożej Częstochowskiej oraz ulicę prowadzącą na kolski dworzec kolejowy. Na polichromii kolskiej fary, na wysokości chóru została namalowana jego podobizna. Poza tym, w tym samym kościele znajduje się również poświęcona mu tablica pamiątkowa.
Jego wspomnienia z okresu II wojny światowej opublikowano w książce „Udział kapelanów wojskowych w II wojnie światowej”.

## Odznaczenia
Za osobiste męstwo w latach wojny ks. Serafin Opałko otrzymał wiele odznaczeń, m.in.:
- Krzyż Srebrny Orderu Wojennego Virtuti Militari
- Krzyż Kawalerski Orderu Odrodzenia Polski
- Krzyż Walecznych
- Srebrny Krzyż Zasługi z Mieczami
- Medal Zwycięstwa i Wolności 1945
- Medal Wojska – trzykrotnie
- Krzyż Armii Krajowej
- Brązowy Medal „Za Zasługi dla Obronności Kraju”